# 普鲁士奥尔登多夫
普鲁士奥尔登多夫（德語：Preußisch Oldendorf，發音：[ˈpʁɔʏsɪʃ ˈʔɔldn̩dɔʁf] ⓘ）是德国北莱茵-威斯特法伦州代特莫尔德行政区明登-吕伯克县的城市，面积68.76平方千米，2023年12月31日人口为12,456人。